# New Empire, Vol. 1
New Empire, Vol. 1 è il sesto album in studio del gruppo musicale statunitense Hollywood Undead, pubblicato nel 2020.

## Tracce
1. Time Bomb – 3:37
2. Heart of a Champion – 3:30
3. Already Dead – 3:56
4. Empire – 3:59
5. Killin' It – 2:55
6. Enemy – 3:11
7. Upside Down (featuring Kellin Quinn of Sleeping with Sirens) – 3:04
8. Second Chances (featuring Benji Madden of Good Charlotte) – 4:13
9. Nightmare – 3:40